# Манявка
Маня́вка (пол. Maniawka) — гірська річка в Україні, у Богородчанському районі Івано-Франківській області. Права притока Бистриці Солотвинської.

## Опис
Довжина 22 км, похил річки 32 м/км, площа водозбору 64,8 км², найкоротша відстань між витоком і гирлом — 18,37 км, коефіцієнт звивистості річки — 1,20. Річка типово гірська — з кам'янистим дном та швидкою течією, лише в пониззі місцями має рівнинний характер. Тече у гірському масиві Ґорґани.

## Розташування
Бере початок на південно-схіних схилах хребта Чортка (1259 м) в урочищі Комарники. Тече переважно на північний схід понад горою Кічера (911,8 м), через села Маняву та Маркова і у Монастирчанах на висоті 396,3 м над рівнем моря впадає у річку Бистрицю Солотвинську, ліву притоку Бистриці.

## Цікаві факти
- У верхів'ях річки розташований Манявський водоспад і заповідне урочище «Люблінець».
- У середній течії поруч з річкою розташований лісовий заказник «Скит Манявський».